# Un chat pour la vie
Série
Joyeux Noël Bob
(2020)
Pour plus de détails, voir Fiche technique et Distribution.
Un chat pour la vie (A Street Cat Named Bob) est un drame biographique britannique réalisé par Roger Spottiswoode, sorti en 2016. Il s’agit de l’adaptation du roman autobiographique Un chat des rues nommé Bob de James Bowen.

## Synopsis
Réfugié dans la drogue depuis l'adolescence, James Bowen est un jeune sans-abri anglais en manque de repères. Un jour, il trouve un chat abandonné qu'il appelle Bob et les deux deviennent inséparables. Un duo improbable et une amitié hors du commun qui vont aider James à sortir de l'enfer. Il rencontre l'amour et renoue avec sa famille, tout en devenant un livreur de journaux en compagnie de son nouvel animal de compagnie.

## Fiche technique
Sauf indication contraire, les informations mentionnées dans cette section peuvent être confirmées par la base de données cinématographiques IMDb,  présente dans la section « Liens externes ».
- Titre original : A Street Cat Named Bob
- Titre français : Un chat pour la vie
- Réalisation : Roger Spottiswoode
- Scénario : Tim John et Maria Nation, d'après le roman autobiographique Un chat des rues nommé Bob de James Bowen
- Direction artistique : Antonia Lowe
- Décors : Charmian Adams
- Costumes : Jo Thompson
- Photographie : Peter Wunstorf
- Montage : Paul Tothill
- Musique : David Hirschfelder et Charlie Fink
- Production : Adam Rolston
- Sociétés de production : Stage 6 Films, Shooting Script Films, Prescience, Iris Productions et The Exchange
- Sociétés de distribution : Sony Pictures Releasing
- Pays d'origine :  Royaume-Uni
- Langue originale : anglais
- Format : couleur
- Genre : drame biographique
- Durée : 103 minutes
- Dates de sortie : 
  - Royaume-Uni : 4 novembre 2016 (avant-première mondiale) ; 4 novembre 2016 (sortie nationale)
  - Belgique : 21 décembre 2016 (DVD)
  - France : 7 mars 2018 (DVD)

## Distribution
- Luke Treadaway : James Bowen
- Ruta Gedmintas : Elizabeth « Betty » Robinson
- Joanne Froggatt : Val
- Anthony Stewart Head : Jack Bowen
- Beth Goddard : Hilary
- Caroline Goodall : Mary
- Darren Evans : Baz
- Ruth Sheen : Elsie
- Sasha Dickens : Faith
- Cleopatra Dickens : Pris
- Nina Wadia : la chauffeuse de bus
- James Bowen : caméo lors de la séance de dédicace

## Distinction

### Récompense
- Prix national du film de Royaume-Uni 2017 : Meilleur film britannique pour Roger Spottiswoode